# Lithognathus
Lithognathus es un género de peces de la familia Sparidae, del orden Perciformes. Este género marino fue descrito científicamente en 1839 por William Swainson.

## Especies
Especies reconocidas del género:
- Lithognathus aureti Smith, 1962
- Lithognathus lithognathus (Cuvier, 1829)
- Lithognathus mormyrus (Linnaeus, 1758)
- Lithognathus olivieri Penrith & Penrith, 1969